# Annisokay

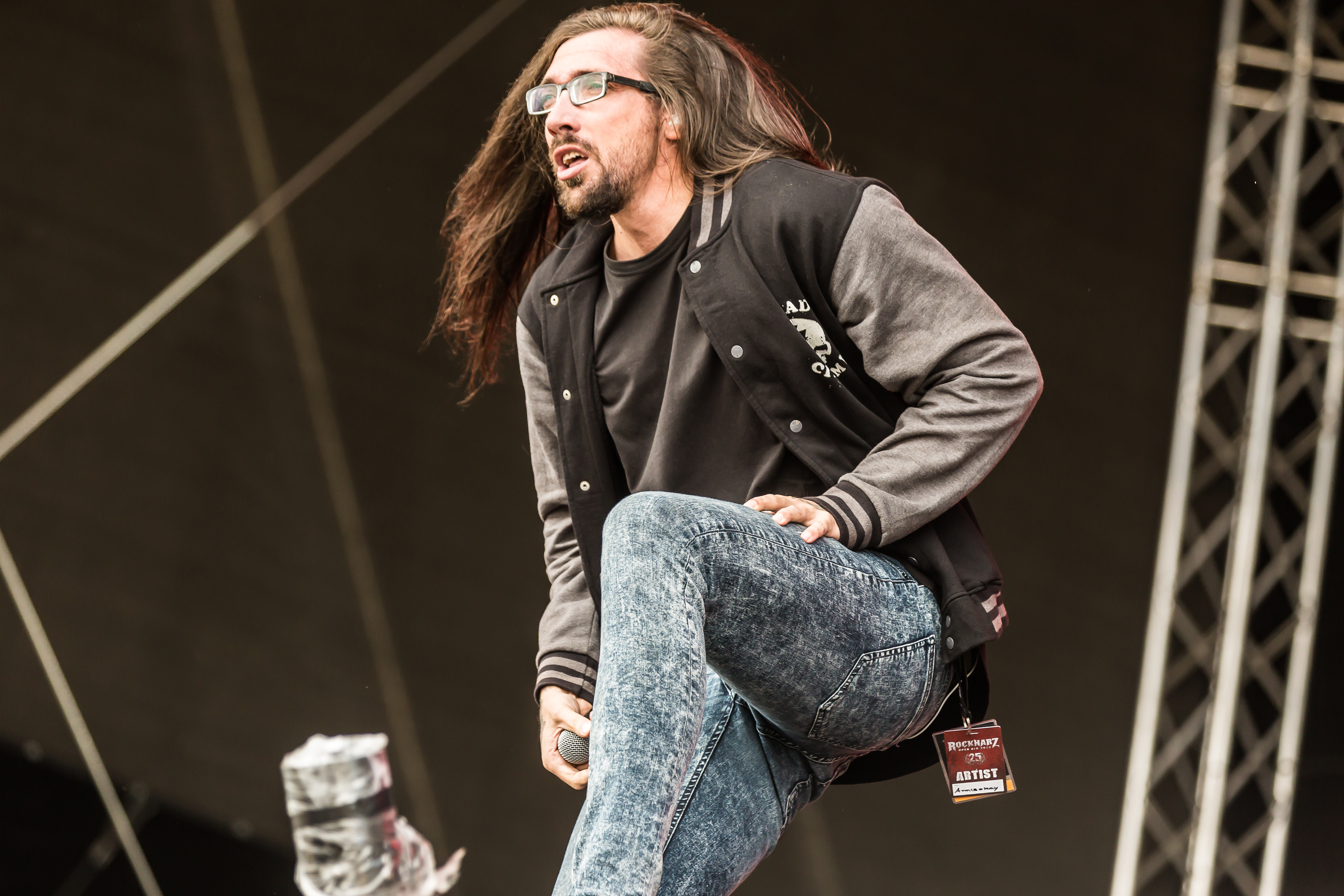
Колишній співак Дейв Грюневальд на Rockharz 2018

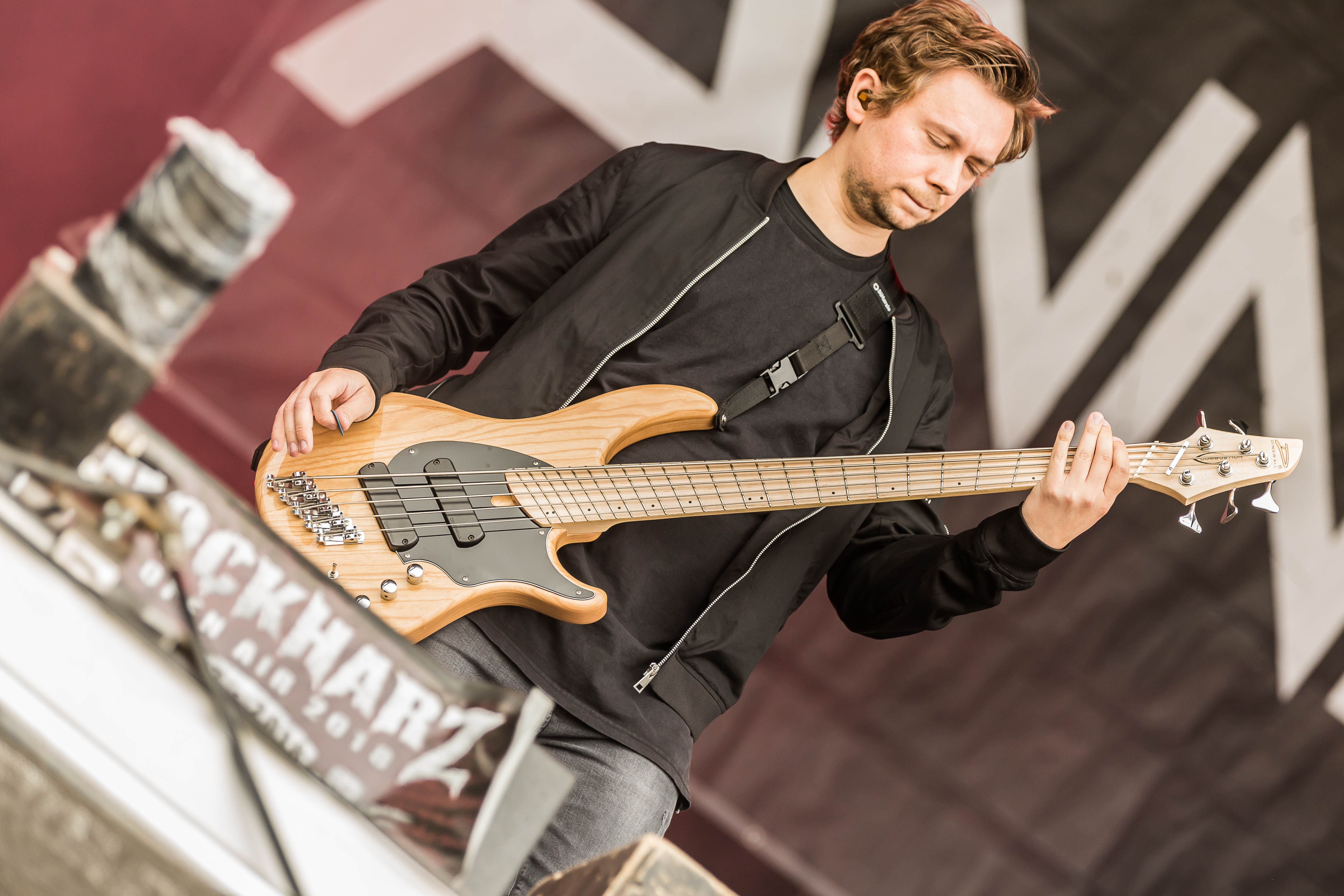
Колишній басист Норберт Роуз на Rockharz 2018

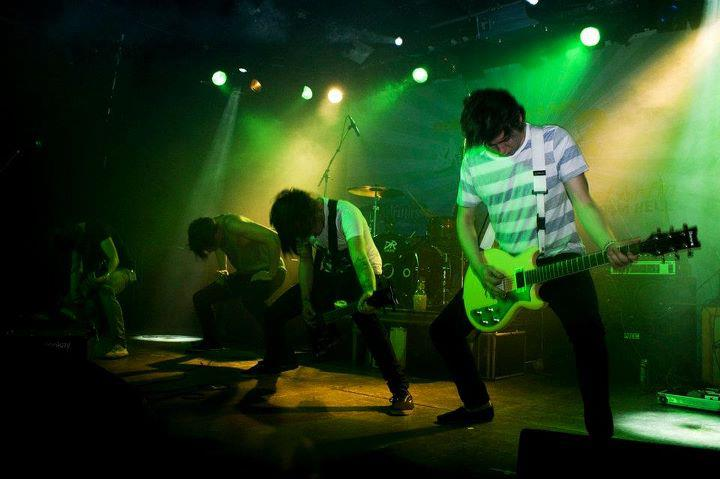
Annisokay під час концерту в 2012 році.

Annisokay (стилізовано як annisokay, вимовляється як Ann is okay) — німецький постгардкор-гурт із Галле, Саксонія-Ангальт.
Annisokay випустили два демо-CD, два мініальбоми та п'ять студійних альбомів: The Lucid Dream[er] спочатку був випущений самостійно в 2012 році (2013 через Radtone Records в Японії) і був перевиданий у 2014 році, коли гурт підписав контракт на звукозапис з SPV GmbH. Наступна платівка Enigmatic Smile вийшла в березні 2015 року і посіла 68 місце в німецькому чарті альбомів.
Annisokay кілька разів гастролював по Німеччині та грав разом із такими гуртами, як Silverstein, Callejon і Electric Callboy. Вони грали на Summer Breeze Open Air у 2014 році та на фестивалі Mair1 у Монтабаурі.

## Історія

### 2007—2013: «Beginnings» таThe Lucid Dream[er]
Гурт був заснований у 2007 році в Галле, Саксонія-Ангальт, Німеччина. У 2008 і 2009 роках гурт випустив два демо-CD з My Ticket to Reno і The Point You Will Still Miss. У 2010 році гурт створив і випустив перший офіційний мініальбом під назвою You, Always, який можна було завантажити або придбати компакт-диск. Гурт зробив кавер на пісню «Telephone», оригінально виконану Леді Гагою, який ніколи не був офіційно випущений.
2 вересня 2012 року гурт випустив кліп на пісню під назвою «Sky», яка стала синглом для дебютної платівки, яка вийшла 1 жовтня 2012 року. Цей альбом називається The Lucid Dream[er], мастерингом займався Джоуї Стерджіс, який у минулому працював із такими гуртами, як We Came as Romans, Emmure та Asking Alexandria. Альбом був спродюсований Крістофом Вєцореком у його власній студії звукозапису Sawdust Recordings та Альошою Зігом у Pitchback Studios. З моменту заснування гурт гастролював разом із такими колективами, як Upon This Dawning, Intohimo, Broadway та His Statue Falls.
У 2013 році Annisokay підписали контракт з Radtone Music для випуску альбому в Японії. 28 червня 2013 року гурт виступав на фестивалі Mair1 у Монтабаурі та грав разом із такими групами, як Boysetsfire, Deez Nuts, Silent Screams і Bury Your Dead. Наприкінці липня гурт як хедлайнер вперше гастролював по Німеччині. Тур розпочався у Венраї, Нідерланди — це був їхній перший міжнародний концерт.

### 2014—2015:Enigmatic Smile
У січні 2014 року гурт був частиною туру We Are the Mess Tour, хедлайнером якого були Electric Callboy. Тур пройшов такими містами, як Кельн, Берлін, Мюнхен і Гамбург. Лише за кілька днів до початку туру гурт оголосив про політ до США десь у 2014 році, щоб розпочати роботу з Джоуї Стерджисом над їхньою другою платівкою.
20 квітня 2014 року гурт підписав контракт із SPV GmbH, яка перевидала дебютну платівку The Lucid Dream[er] у Центральній Європі та Північній Америці з бонусним матеріалом. У червні 2014 року гурт виступав на розігріві для Silverstein у деяких містах Німеччини. Влітку гурт вперше грав на Summer Breeze Open Air та Vainstream Rockfest. У лютому та березні 2015 року Annisokay і Vitja виступали на підтримку Callejon в їхньому турі Wir sind Angst. 20 березня 2015 року гурт офіційно випустив другий студійний альбом під назвою Enigmatic Smile, який посів 68 місце в німецькому чарті альбомів.
З 10 квітня 2015 року по 25 квітня 2015 року гурт вирушив у тур по Німеччині, де виступав на розігріві для Emil Bulls. У жовтні гурт вирушив в тур по Німеччині, Люксембургу, Австрії та Швейцарії за підтримки Fearless Vampire Killers з Великої Британії та Novelists з Франції. Fearless Vampire Killers раніше оголосили, що Annisokay виступатиме на розігріві під час їх британського туру в травні 2015 року.
Після власного альбомного туру та кількох фестивалів гурт оголосив наприкінці 2015 року, що відіграв 72 концерти в дев'яти різних країнах, що зробило 2015 рік їх найнасиченішим роком для гурту. 2 грудня 2015 року вони оголосили через Facebook, що зроблять перерву в концертах і турах для запису третього альбому і так званих «секретних речей». Через місяць Annisokay повідомили про вихід барабанщика Даніела Херрманна перед тим, як почати роботу над майбутнім альбомом.

### 2016—2017:Annie Are You Okay?іDevil May Care
Незважаючи на повідомлення про припинення гри наживо, Annisokay повернулися в лютому, щоб підтримати Parkway Drive на двох концертах у Росії. Також у лютому 2016 року було оголошено, що Annisokay збираються підтримувати The Word Alive під час їх туру The Dark Matter EU/UK у травні 2016 року, включаючи шоу у Великобританії, Франції, Італії, Бельгії тощо.
28 квітня Annisokay випустили кліп на пісню «What's Wrong» і анонсували новий альбом, який вийде 11 листопада 2016 року. Через шість місяців після прощання зі своїм барабанщиком у червні 2016 року гурт представив Ніко Ваїна як нового учасника. Кілька тижнів потому вони також оприлюднили «секретну річ», про яку було натякнуто в грудні 2015 року, це мініальбом під назвою Annie Are You Okay? як данина поваги натхненнику назви гурту Майклу Джексону.
Мініальбом вийшов тільки в цифровому форматі 19 червня 2016 року і включає гардкор-кавери на пісні «Beat It», «Thriller», «Scream» і «They Don't Care About Us».
7 вересня вони офіційно оприлюднили обкладинку та назву нового альбому, Devil May Care, і випустили кліпи «Loud» (жовтень 2016) та «Blind Lane» (листопад 2016) до того, як альбом вийшов на ринок. Наприкінці 2016 року Annisokay стали спеціальними гостями Electric Callboy на «Fandigo Tour» і анонсували власний хедлайнер «Devil May Care Tour» на 2017 рік. Цей тур містив концерти у Великій Британії, Чехії, Росії, Білорусі, Україні, а також 14 концертів у Німеччині. Також вони грали на національних та міжнародних фестивалях, наприклад, Woodstock (Польща), Rhein Rock Open, Faine Misto Festival (Україна).
16 листопада 2017 року гурт оголосив про підписання контракту з німецьким звукозаписним лейблом Arising Empire. Пізніше у 2017 році вони розширили свій тур Devil May Care на три концерти та підтвердили різні фестивальні концерти 2018 року, зокрема Reload Festival, Rhein Riot і Summer Breeze.

### 2018—2019:Arms
18 січня 2018 року Annisokay натякнули через соціальні мережі, що вони почали роботу над четвертим студійним альбомом. Через два місяці вони оголосили, що підтримають I Set My Friends On Fire у їх турі «10 Years Of Slaughter Tour», який містить 34 шоу з 13 липня по 19 серпня. Цим Annisokay встановили рекорд найдовшого туру по Сполучених Штатах за всю історію німецьких гуртів. Гурт задокументував свої дні в США шляхом щоденника гурту з десяти епізодів, опублікованого на YouTube, а також задокументував свої пізніші тури Японією, Росією та фестивалями.
У відповідь на тур по США стало відомо, що I Set My Friends On Fire підтримуватиме Annisokay у їхньому хедлайнері «Fully Automatic Tour» для двох концертів у Великобританії та 16 концертів у Німеччині до листопада 2018 року.
12 червня Annisokay повідомив, що альбом вийде 17 серпня 2018 року під назвою Arms. Через кілька тижнів вони випустили пісні «Unaware» і «Coma Blue», а також оголосили, що вперше зіграють чотири концерти в Японії за підтримки німецького гурту Walking Dead On Broadway.
Після випуску Arms альбом досяг 26 місця в офіційних німецьких альбомних чартах, що зробило його найуспішнішим альбомом Annisokay. До того часу гурт відіграв російський тур у березні 2019 року та виступав на деяких німецьких фестивалях, зокрема With Full Force і Deichbrand. Пізніше того ж року вони оголосили, що підтримають Emil Bulls під час їхнього «X-Mas Bash Tour» у листопаді/грудні 2019 року.

### 2019 — дотепер: вихід Дейва Грюневальда таAurora
21 жовтня 2019 року гурт несподівано оголосив через Facebook, що вони негайно розійшлись з екстрім-вокалістом Дейвом Грюневальдом. Незважаючи на те, що Грюневальд більше не був активним учасником гурту, Annisokay пообіцяли грати кожен анонсований концерт, як планувалося. Водночас гурт представив п'ятий студійний альбом, який має вийти у 2020 році. Лише через кілька хвилин після повідомлення гурту Дейв Грюневальд підтвердив розрив і запевнив, що вони з Annisokay розійшлися мирно, без суперечок, і ніхто не приймав це рішення нерозсудливо. На запит morecore.de, німецького музичного онлайн-журналу, лідер гурту та вокаліст Крістоф Вічорек сказав, що екстрім-вокал залишиться частиною музики гурту в майбутньому. 26 жовтня Annisokay відіграли перший концерт без Грюневальда в Шютторфі, Німеччина, і представили Руді Шварцера — учасника німецького гардкор-гурту Wither, а також колишнього учасника LEAVE. і Arctic Island — як нового екстрім-вокаліста.
Підтримуючи Emil Bulls у їхньому щорічному турі X-mas Bash, Annisokay представили першу абсолютно нову пісню з новим екстрім-вокалістом Руді. Однак вони не розкрили назви, тому невідомо, яка вона, і чи є пісня частиною майбутнього альбому. 17 квітня 2020 року гурт випустив нову пісню під назвою «STFU», яка є першою піснею, у якій співає новий екстрім-вокаліст Руді Шварцер. 28 вересня 2020 року гурт випустив ще одну пісню під назвою «Bonfire of the Millennials», яка також увійшла до нового альбому Aurora, запланованого на 29 січня 2021 року.
1 червня 2021 року нідерландський симфо-метал-гурт Within Temptation оголосив, що співпрацює з Annisokay і записав сингл «Shed My Skin», який вийшов 25 червня 2021 року. Прем'єра самого кліпу відбулася 8 та 9 липня 2021 року під час віртуальних виступів Within Temptation.
19 березня 2023 року в дописі в Instagram гурт прокоментував відсутність засновника та басиста Норберта Роуза на останніх живих виступах і повідомив, що він піде з гурту через «особисті проблеми в його родині». Вони також оголосили, що Пітер Лойхардт, який замінював бас-гітариста під час останніх турів, офіційно приєднався до гурту. Крім того, вони заявили, що для Норберта буде місце в гурті, якщо і коли він буде готовий повернутися.

## Склад
Поточний
- Крістоф Вічорек — чистий вокал, гітара, програмування (з 2007)
- Ніко Вейн — ударні (з 2016)
- Руді Шварцер — екстрім-вокал (з 2019)
- Пітер Лойхардт — бас (з 2023)

Колишні учасники
- Кей Вестфал — ударні (2007)
- Торстен Свон — бас (2007)
- Себастьян Лоріш — бас (2007–2010)
- Фелікс Фреліх — екстрім-вокал (2007–2011)
- Саймон Садевассер — бас (2011–2013)
- Даніель Херрманн — ударні (2009–2015)
- Філіп Кречмар — соло-гітара (2013–2018)
- Дейв Грюнвальд — екстрім-вокал (2011–2019)
- Норберт Роуз — бас (2013–2023), соло-гітара (2007–2013)

Шкала

## Дискографія
Альбоми
| Рік  | Назва               | Пікові позиції | Пікові позиції |
| Рік  | Назва               | GfK            | CH             |
| ---- | ------------------- | -------------- | -------------- |
| 2012 | The Lucid Dream[er] | —              | —              |
| 2015 | Enigmatic Smile     | 68             | —              |
| 2016 | Devil May Care      | 74             | —              |
| 2018 | Arms                | 26             | —              |
| 2021 | Aurora              | 18             | 49             |

Мініальбоми
- 2010: You, Always
- 2016: Annie Are You Okay?

Співпраця
- 2021: Shed My Skin (Within Temptation feat. Annisokay)